# Viacha (Bolivie)
Pour les articles homonymes, voir Viacha.
Viacha est une ville du département de La Paz en Bolivie et le chef-lieu de la province d'Ingavi. Sa population s'élevait à 29 108 habitants en 2001 et à 62 516 en 2012.